# Scapulaseius eucalypticus
Scapulaseius eucalypticus är en spindeldjursart som först beskrevs av Gupta 1978.  Scapulaseius eucalypticus ingår i släktet Scapulaseius och familjen Phytoseiidae. Inga underarter finns listade i Catalogue of Life.